# 西代希施特里希
西代希施特里希（意为“西堤线”）是德国石勒苏益格－荷尔斯泰因州的一个市镇。总面积7.49平方公里，总人口923人，其中男性457人，女性466人（2011年12月31日），人口密度123人/平方公里。